# Cucurbitaria
Cucurbitaria es un género de hongos corticoides en la familia Cucurbitariaceae. El género fue circumscripto por  Samuel Frederick Gray en 1821.

## Especies
- Cucurbitaria acervata
- Cucurbitaria amorphae
- Cucurbitaria aspegrenii
- Cucurbitaria asteropycnidia
- Cucurbitaria berberidis
- Cucurbitaria bicolor
- Cucurbitaria brevibarbata
- Cucurbitaria broussonetiae
- Cucurbitaria callista
- Cucurbitaria caraganae
- Cucurbitaria carnosa
- Cucurbitaria castaneae
- Cucurbitaria coluteae
- Cucurbitaria conglobata
- Cucurbitaria coryli
- Cucurbitaria delitescens
- Cucurbitaria destreae
- Cucurbitaria dulcamarae
- Cucurbitaria echinata
- Cucurbitaria elongata
- Cucurbitaria erratica
- Cucurbitaria euonymi
- Cucurbitaria friesii
- Cucurbitaria hirtella
- Cucurbitaria homalea
- Cucurbitaria karstenii
- Cucurbitaria laburni
- Cucurbitaria laurocerasi
- Cucurbitaria leptospora
- Cucurbitaria lisae
- Cucurbitaria naucosa
- Cucurbitaria negundinis
- Cucurbitaria obducens
- Cucurbitaria occidentalis
- Cucurbitaria pakistanica
- Cucurbitaria piceae
- Cucurbitaria plagia
- Cucurbitaria pricesiana
- Cucurbitaria pulveracea
- Cucurbitaria rabenhorstii
- Cucurbitaria rhamni
- Cucurbitaria rhododendri
- Cucurbitaria ribis
- Cucurbitaria rubefaciens
- Cucurbitaria salicina
- Cucurbitaria seriata
- Cucurbitaria setosa
- Cucurbitaria solitaria
- Cucurbitaria sorbi
- Cucurbitaria spartii
- Cucurbitaria spiraearum
- Cucurbitaria staphula
- Cucurbitaria subcaespitosa
- Cucurbitaria vitis